# Mediatore della Repubblica (Francia)
In Francia, il mediatore della Repubblica,  la cui esistenza è sancita dalla Costituzione francese (1) , ai sensi della legge istitutiva del 3 gennaio 1973, una "autorità indipendente" preposta a migliorare, attraverso la sua azione, i rapporti fra i cittadini e la pubblica amministrazione.
Il “Médiateur de la République” (2) ora chiamato “defenseur des droits” opera in diverse aree di competenza (3), difende le persone i cui diritti non sono rispettati e garantisce l’uguaglianza per tutti nell’accesso agli stessi (4)
Il mediatore interviene nelle liti tra questi ultimi, tentando di proporre, agli uni e all'altra, delle soluzioni eque, in grado di soddisfare entrambe le parti.
Il mediatore attuale è Claire Hedonil (5) il cui mandato è iniziato il 22 Luglio 2020.

## L'elenco dei mediatori
Dal 1973, anno d'istituzione dell'organo, si sono alternati sette mediatori.
A ciascuno di essi, la stampa e la dottrina giuridico-politologica hanno attribuito un epiteto, in grado di sintetizzare la "stagione" da esso incarnata:
- 1973 - 1974: Antoine Pinay, "il Pioniere";
- 1974 - 1980: Aimé Paquet, "il Fondatore";
- 1980 - 1986: Robert Fabre, "l'Uomo del Consenso";
- 1986 - 1992: Paul Legatte, "l'Uomo dell'Equità";
- 1992 - 1998: Jacques Pelletier, "il Pragmatico";
- 1998 - 2004: Bernard Stasi, "il Decentratore";
- 2004 - in carica: Jean-Paul Delevoye, "Verso un'Autorità Morale".

## Origini e caratteristiche

### Garanzie d'indipendenza
Ispirato – come del resto anche il mediatore europeo ed il difensore civico italiano – all'Ombudsman scandinavo ed al commissario parlamentare britannico, la sua funzione è, essenzialmente, quella di far emergere le carenze dell'amministrazione.
È nominato dal Consiglio dei ministri per un mandato di 6 anni non rinnovabile.
La caratteristica della non rinnovabilità, unita alla durata del mandato superiore a quella dell'Assemblea nazionale e, dal 2002, anche a quella del presidente della Repubblica, è una condizione essenziale per l'effettiva indipendenza della figura del mediatore, rafforzata dalla sottrazione dello stesso da ogni dipendenza gerarchica.
Non può ricevere ordini né essere rimosso prima della scadenza del mandato se non a seguito di una formale messa in stato d'accusa, promossa secondo precise procedure e garanzie.

### Le modalità di presentazione dei ricorsi
Il Mediatore non può essere adito direttamente dai singoli ma solo attraverso l'"intermediazione" di un parlamentare (deputato o senatore, a scelta del ricorrente). Nei fatti, accade che il Mediatore riceva direttamente dei ricorsi: in tali casi, lo stesso trasmette la pratica ad un membro del Parlamento perché provveda a promuovere il ricorso nelle forme volute dalla legge.
Può essere, tuttavia, adito direttamente in casi d'urgenza o d'importanza particolare: quando ciò si verifica, il ricorso è regolarizzato a posteriori.

### I poteri e il quadro normativo
La sua competenza è particolarmente estesa e comprende l'attività dell'amministrazione dello Stato, delle collettività locali, degli apparati pubblici e degli organismi incaricati di una missione di servizio pubblico.
Sulla base della legge istitutiva del 1973, altri 5 atti normativi hanno esteso e precisato le competenze del Mediatore:
- La legge del 24 dicembre 1976 ha rafforzato i raccordi con il Parlamento, precisato le relazioni con le giurisdizioni, fornito le basi dell'azione d'equità, autorizzato la proposizione di riforme legislative;
- La legge del 13 gennaio 1989 ha rafforzato l'indipendenza del Mediatore;
- La legge d'orientamento del 6 febbraio 1992 ha stabilito che le persone morali possono adire il Mediatore;
- La legge del 12 aprile 2000 ha stabilito che il Mediatore può "auto-adirsi" in materia di proposte di riforma; sancito l'esistenza dei delegati e definito il loro ruolo; istituito la presentazione di un rapporto annuale al Parlamento;
- L'ordinanza del 25 marzo 2004 ha disposto che i delegati esercitano le loro funzioni a "titolo benevolo".

## I delegati
I delegati del Mediatore della Repubblica (attualmente circa 300) sono nominati per un mandato d'un anno, rinnovabile.
Essi effettuano delle ispezioni presso le prefetture, i municipi, i palazzi di giustizia, le agenzie di servizio pubblico o di assistenza sociale.
Devono dedicare almeno mezza giornata la settimana alla "missione" loro affidata in ragione delle loro competenze professionali: giuridiche, amministrative, di pubbliche relazioni, di conoscenza di tutte le possibilità offerte dalla mediazione.
Al contrario del Mediatore, il delegato è un interlocutore diretto. In caso di fallimento del suo intervento, egli orienta il cittadino verso un parlamentare che promuoverà il suo reclamo davanti al Mediatore.

## Analisi dei poteri del Mediatore
Il punto di forza della figura del Mediatore è la sua libertà da impacci procedurali nell'attività di denuncia dell'illegalità o dell'inefficienza dell'amministrazione.
Non ha potere di sanzione: può soltanto raccomandare una soluzione al caso concreto.
Dispone di poteri istruttori e può, altresì, benché non si sia mai avvalso di tale facoltà, investire del caso la magistratura requirente.
Inoltre, sulla base delle informazioni raccolte, può proporre delle riforme globali.
Non ha il potere di agire sui tribunali, né per intervenire in un caso in corso né per contestare la fondatezza di una decisione assunta da un tribunale.
Quando non perviene ad una soluzione soddisfacente con l'amministrazione, dispone di poteri particolari quali:
- Un potere disciplinare di sostituzione: può avviare una procedura disciplinare nei confronti di un pubblico ufficiale manifestamente fallace, qualora l'autorità competente si rifiuti di sanzionarlo;
- Un potere d'ingiunzione: può, "in caso di mancata esecuzione di una decisione di giustizia", obbligare l'amministrazione a conformarsi alle prescrizioni della decisione medesima. Qualora anche l'ingiunzione rimanga priva d'effetti, l'inosservanza della decisione di giustizia può dare avvio alla compilazione di un rapporto speciale, pubblicato sul Giornale Ufficiale, l'equivalente francese della Gazzetta ufficiale della Repubblica Italiana;
- Un potere d'inchiesta: i ministri e tutte le autorità pubbliche sono tenuti a facilitare l'azione del Mediatore della Repubblica e la loro collaborazione può rivelarsi preziosa nei casi complessi e delicati: può, per esempio, chiedere alla Corte dei conti di aprire delle inchieste e di fornire una perizia tecnica;
- Un potere di riforma: Il Mediatore ha la facoltà di chiedere la modifica di una legge o di un regolamento, al di là dei casi particolari che gli sono sottoposti, al fine di migliorare l'efficienza dell'amministrazione ovvero d'impedire il ripresentarsi di situazioni inique.

## La qualificazione giuridica degli atti del Mediatore
Prima che il Consiglio di Stato scrivesse la parola "fine", un dibattito dottrinale sulla natura reale del Mediatore e sulla qualificazione giuridica dei suoi atti ha opposto Braibant e Gaudemet.
Per Braibant, il Mediatore è fondamentalmente assimilabile al potere esecutivo poiché non è né un organo legislativo né un organo giudiziario ed è quindi un'autorità amministrativa indipendente. Per Gaudemet, il Mediatore non può essere inserito nella "tripartizione" classica della "separazione dei poteri" e non tanto per la sua origine straniera, quanto soprattutto per essere stato creato per controllare l'amministrazione: il qualificarlo come autorità amministrativa lo renderebbe soggetto al diritto amministrativo, rendendo vana la sua azione.
Il Consiglio di Stato, con il "caso Retail", ha definitivamente chiarito la situazione. Il Mediatore è classificabile come un'autorità amministrativa indipendente: i suoi atti inerenti all'ufficio di Mediatore non sono suscettibili di ricorso davanti al tribunale amministrativo, contrariamente agli atti inerenti alla sua autonomia organizzativa come la nomina dei mediatori dipartimentali.